# Anguirus

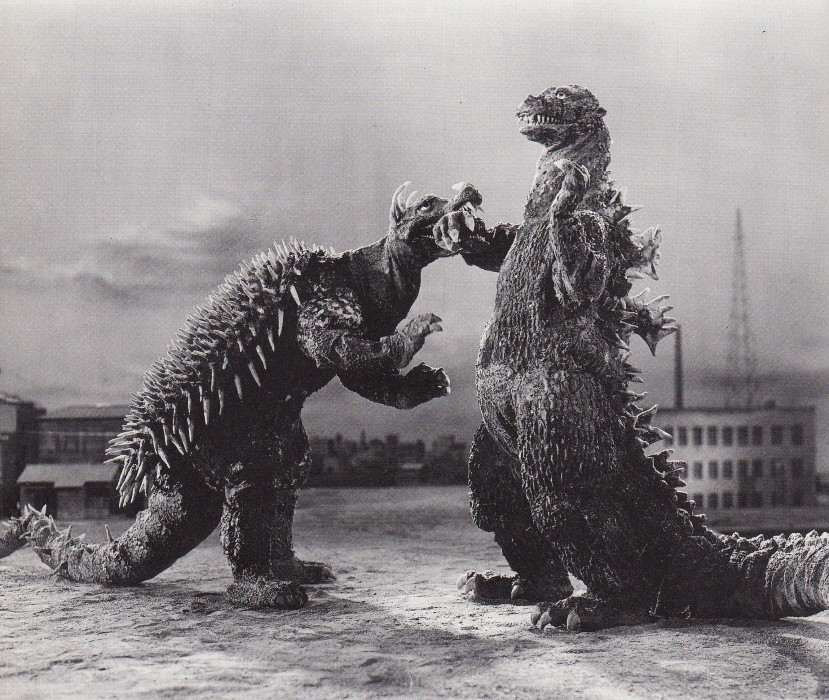
Anguirus i Godzilla

Anguirus (jap. アンギラス Angirasu; ang. alt. Angilas) – drugi po Godzilli fikcyjny olbrzymi potwór (kaijū), stworzony przez japońską wytwórnię filmową Tōhō. Po raz pierwszy pojawił się w filmie Godzilla kontratakuje z 1955 roku jako pierwszy przeciwnik Godzilli. W późniejszych filmach był jego sprzymierzeńcem.

## Imię
Japońskie imię Anguirusa Angirasu (jap. アンギラス) nawiązuje do japońskiej nazwy ankylozaura – Ankirosaurusu (jap. アンキロサウルス), na który oparto projekt potwora.  
Oryginalna angielska nazwa nadana Anguirusowi przez Tōhō to Angilas, co było widać na międzynarodowych materiałach prasowych filmu Godzilla kontratakuje. Gdy film został wydany w Stanach Zjednoczonych przez Warner Bros. w 1959 roku jako Gigantis, Fire Monster, materiały reklamowe zapisywały nazwę potwora jako Angurus, który był również określany w amerykańskiej wersji językowej. W połowie lat 70. Toho objął prawami autorskimi nowe poprawione angielskiej imię potwora – Anguirus, które stało się oficjalnym zlatynizowanym imieniem Anguirusa. Jednak tylko angielski dubbing do Godzilla kontra Mechagodzilla wykorzystał to imię. Angielskie dubbingi do filmów Zniszczyć wszystkie potwory, Rewanż Godzilli i Godzilla kontra Gigan określają go jako Angilas, podczas gdy w filmie Godzilla: Ostatnia wojna wymowa brzmi jak Angweenus. Inna alternatywna nazwa – Anguillas, pojawiła się w niemieckim zwiastunie Zniszczyć wszystkie potwory i amerykańskiej wersji gry Godzilla na Game Boya.
Kilka amerykańskich publikacji z lat 70., w tym 34. numer The Monster Times i książka dla dzieci Godzilla autorstwa Iana Thorne’a określało Anguirusa oferowało imię Anzilla jako alternatywną nazwę, a jej pochodzenie jest nieznane.

## Opis
Anguirus jest czworonożnym jaszczurem, którego grzbiet pokryty kolczasty pancerz. Na czubku głowy ma kryzę z rogów, na nosie posiada róg. Jego podłużna twarz upodabnia go do krokodyla i ma wystające zęby, z czego najbardziej prominentne są dwa kły. Posiada długi kolczasty ogon, na który przypada większość jego długości ciała. Jego tylne kończyny są dłuższe od przednich, co pozwala mu stanąć w pozycji pionowej, jednak zwykle porusza się na czworaka. W filmie Godzilla: Ostatnia wojna Anguirus ma możliwość zwijania się w kulę jak pancernik, przez co w filmie jest żartobliwie tak określany, zaś na końcu ogona ma maczugę podobną do tej u ankylozaura.

## Historia

### Seria Shōwa
W swoim debiucie Godzilla kontratakuje był przeciwnikiem Godzilli. Ich walka przykuła uwagę pracowników koncernu rybnego – Tsiukoki i Kobayashiego. Po poinformowaniu władz obaj mężczyźni rozpoznali drugiego potwora jako Angorosaursa opisanego przez polskiego naukowca Plateliego Hondona. Angorosaur, potocznie nazwany Anguirusem, był mięsożernym dinozaurem żyjącym ok. 70-150 milionów lat temu i nienawidził innych drapieżników jako konkurentów pokarmowych. Doktor Tadokoro sugeruje, że Godzilla musiał żyć w tym samym czasie i był naturalnym wrogiem Anguirusa. Jest zdania, że skoro bomba wodorowa miała wpływ na Godzillę, to samo mogło spotkać Angorosaura. Oba potwory stoczyły zaciekłą walkę w Osace, niszcząc przy tym miasto, w tym także zamek Ōsaka. Anguirus ostatecznie poległ, a jego ciało zostało spalone przez Godzillę.
Inny Anguirus pojawił się w filmie Zniszczyć wszystkie potwory z 1968 roku, gdzie tak jak wszystkie inne ziemskie potwory, żył w specjalnie stworzonym na archipelagu Ogasawara środowisku dla potworów – Wyspie Potworów. Ich spokój na wyspie zakłócili Kilaakowie, rasa kosmitów, która planowała podbić Ziemię. W tym celu przejęli oni kontrolę nad ziemskimi potworami i wysłali je, by niszczyły ludzkie miasta. Po zniszczeniu przez załogę Moonlight SY-3 urządzenia kontrolnego Kilaaków był widziany przed rozpoczęciem się finałowej bitwy u stóp góry Fudżi. Gorozaur u boku Godzilli, Gorozaura, Rodana, Minyi, Kumongi i larwy Mothry stoczył zwycięską bitwę z Królem Ghidorą. Gdy inwazja Kilaaków została zdławiona, Anguirus wraz z innymi potworami wrócił na archipelag Ogasawara, gdzie żyje w spokoju[2].
W filmie Godzilla kontra Gigan stał się sprzymierzeńcem Godzilli w walce z nowymi kosmitami, planującymi podbić Ziemię przy użyciu Króla Ghidory i Gigana. Pochodzący z Wyspy Potworów obrońcy Ziemi zwyciężają najeźdźców.
Anguirusa można było jeszcze przelotnie zobaczyć w Rewanżu Godzilli i Godzilli kontra Megalonie jako bywalca Wyspy Potworów, jednak było to niemal wyłącznie fragmenty z poprzednich filmów.
W Godzilla kontra Mechagodzilla Anguirus skonfrontował się z Godzillą, którym w rzeczywistości był Mechagodzilla. Fałszywy Mechagodzilla po brutalnej walce złamał Anguirusowi szczękę, zmuszając go do ucieczki.

### Seria Millenium
Anguirus wystąpił w filmie Godzilla: Ostatnia wojna jako jeden z potworów atakujących cały świat. Celem Anguirusa był Szanghaj. Siły Obrony Ziemi (oryg. Earth Defense Force) wysłały tam jeden ze swój latający okręt bojowy Karyu, jednak Anguirus unikał ataków. Podczas potyczki nagle został teleportowany, co spotkało też inne potwory. Za teleportacją stali kosmici zwani Xilieniami, chcący ocalić Ziemian. Jednak okazało się, że to Xilieni stali za atakami potworów jako część planów podbicia Ziemi. Anguirus przy wsparciu xilieńskich statków kontynuował destrukcję Szanghaju i zniszczył Karyu. Doktor Miyuki Otonashi wykazała, że Anguirus i inne potwory mają w sobie zasadę M (jap. M塩基 M Enki; ang. M-Base), dzięki czemu Xilieni mogą je kontrolować. W odpowiedzi Siły Obrony Ziemi (oryg. Earth Defense Force) wypuściły z Obszaru G (oryg. Area G) Godzillę, gdyż ten jest pozbawiony zasady M i może stanowić największą obronę Ziemi. Dowódca Xilienów rozkazał teleportowanie Anguirusa wraz z Rodanem i Kingiem Caesarem u podnóża góry Fudżi, gdzie ścierają się z przybyłym Godzillą. Trzy potwory przegrały jednak walkę z olbrzymim jaszczurem, jednak w przeciwieństwie do innych potworów zostały przez niego oszczędzone.

### Godzilla: Planeta potworów
Anguirus objawił się światu w listopadzie 2005 roku i zaatakował wspólnie z Rodanem Pekin, powodując śmierć 8,2 miliona osób. Oba potwory zostały zabite przez chińską broń biologiczną, Hedorę, która pozostawiła ich szkielety pozostawione wśród zniszczonych budynków.

### MonsterVerse
Gdy pojawiły się zwiastuny do filmu Godzilla II: Król potworów spekulowano, że Aguirus zaliczy tam występ, szczególnie, że reżyser filmu Michael Dougherty  uważa za jednego ze swoich ulubionych potworów. Jednak w samym filmie był to zupełnie inny potwór o imieniu Methuselah. Prawdopodobnie był rozważany jego udział w filmie, gdyż pojawił się na grafikach koncepcyjnych, a także Dougherty zasugerował, że szkielet Anguirusa można dostrzec w podwodnym legowisku Godzilli.

### Godzilla Singular Point
Chcąc odszukać brakujące zwłoki jednego z Rodanów, Yun i Kaberu odnaleźli ślady stóp czworonożnego zwierzęcia, sugerując że ono zabrało Rodana i wkrótce odkryli go na wpół zjedzonego. Dołączył do nich reporter Takehiro Kai. Kolejne ślady dostrzega armia widząc przewróconą ciężarówkę. Był to gad, po chwili zraniony przez karabiny. Został odkryty przez Kaia, Yuna i Kaberu jak poił się w rzece. Anguirus został spłoszony przez dwóch myśliwych. Kai zaczął robić wywiad z okolicznymi świadkami. Wkrótce w górach zostaje zorganizowane polowanie. Został nazwany Anguirus przez wnuczkę lokalnego burmistrza (co jest sugerowane, że miała na myśli ankylozaura). Gorō Ōtaki zostaje wezwany, by opracował radio, które pomogło w odciągnięciu Rodanów, i tym samym zwabił Anguirusa do klatki. Analizując materiał filmowy Kaia Yun doszedł do wniosku, że Anguirus potrafi przewidzieć z precyzją projektorię pocisków. Wkrótce potwór ściera ze zmodyfikowanym Jet Jaguarem sterowanym przez Ōtakiego i wojskiem. Ōtakiemu udało się zranić śmiertelnie Anguirusa, jednak okazało się, że potwór przeżył atak i dalej atakuje. Yun posiłkując się AI precyzuje atak i zabija Anguirusa na dobre. Z jego rogu na głowie zostaje utworzona włócznia dla Jet Jaguara. Potwór miał rozkładany pancerz z kolcami, którymi naciera. Był zdolny potrząsać kolcami tworzącymi pole siłowe.

## Galeria

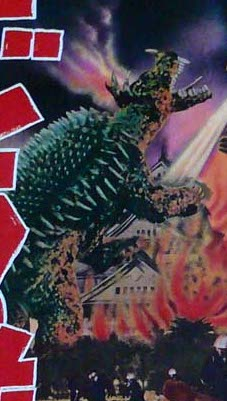
Anguirus na plakacie filmu Godzilla kontratakuje z 1955 roku
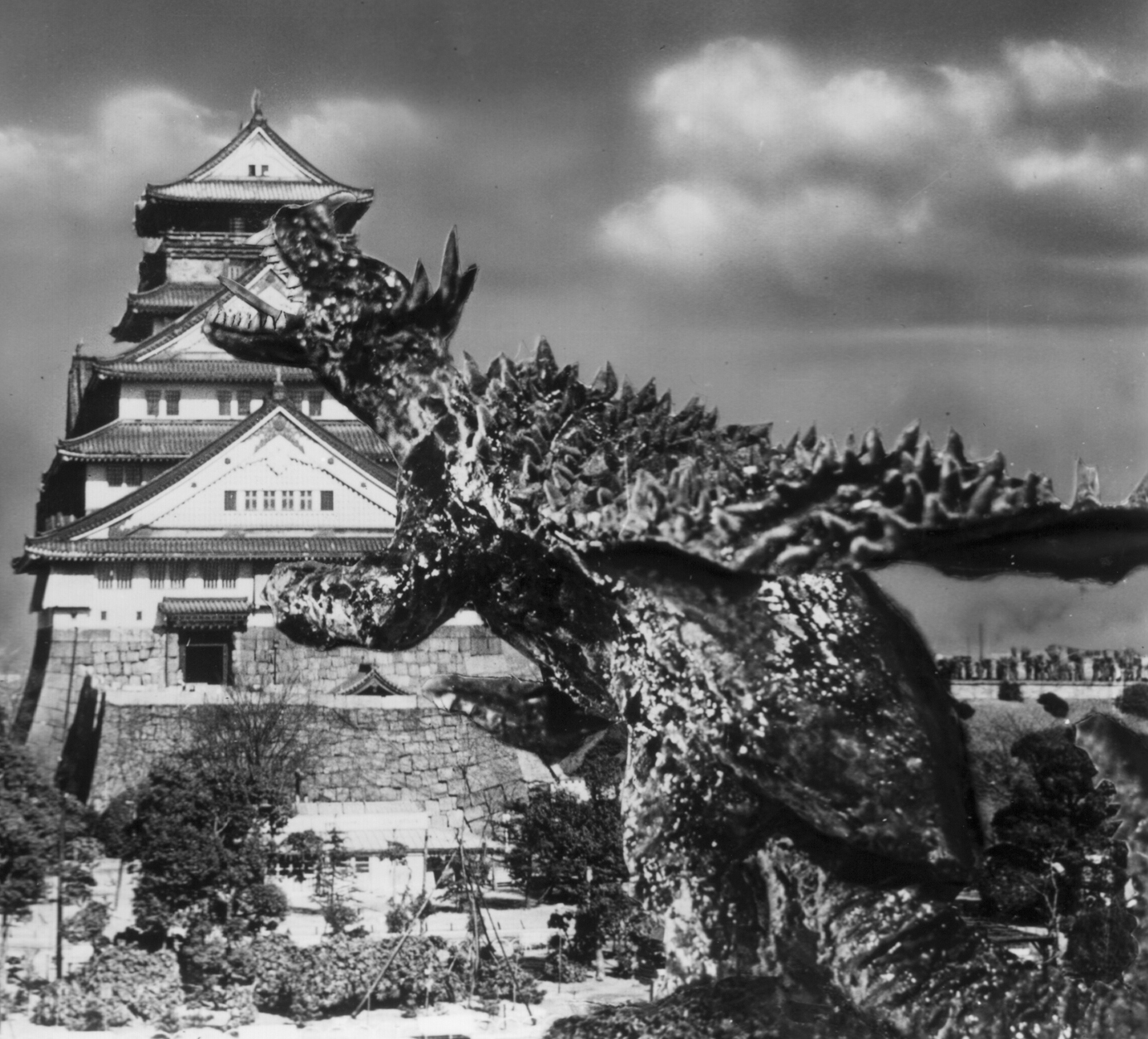
Anguirus na plakacie filmu Godzilla kontratakuje z 1955 roku